# 2006년 동계 올림픽 케냐 선수단
2006년 동계 올림픽 케냐 선수단은 이탈리아 토리노에서 개최된 2006년 동계 올림픽에 참가한 올림픽 케냐 선수단이다.

## 크로스컨트리

### 남자
| 선수      | 종목              | 결과    | 결과 |
| 선수      | 종목              | 시간    | 순위 |
| --------- | ----------------- | ------- | ---- |
| 필립 보잇 | 남자 15 km 클래식 | 53:32.4 | 91   |